# Fiat 124 Spider (2016)
Fiat 124 Spider (Фиат 124 Спайдер) — переднемоторный, заднеприводный родстер, выпускающийся компанией Fiat и дебютировавший на автосалоне в Лос-Анджелесе в 2015 году как модель 2016 года.
Во многом, автомобиль основывается на четвёртом поколении родстера Mazda MX-5 и собирается вместе с ним на заводе Mazda в Хиросиме, получив её платформу и множество деталей. Однако, турбованный двигатель с системой Multiair был разработан и изготавливается компанией Fiat, и внешне автомобиль получил собственный дизайн и по размерам он больше, чем Miata.
Шильдик 124 и внешний стиль напоминает спроектированный компанией Pininfarina автомобиль 124 Sport Spider (выпускался 1966—1985).
В 2019 году было объявлено о завершении производства родстера для европейского рынка. При этом, модель продолжала выпускаться для азиатско-тихоокеанского и североамериканского рынков до 2020 года, когда Fiat 124 Spider был окончательно снят с производства. Комментируя это решение, представитель компании сослался на снижение популярности данного сегмента рынка.

## Предыстория
В 2012 году Mazda и Alfa Romeo, в то время два подразделения группы Фиат, объявили о создании совместного предприятия по производству заднеприводного родстера на общей платформе, но отличающихся фирменными стилем и двигателями.
В 2014 году Серджио Маркионне, президент Фиат, говорил, что автомобили Альфа Ромео будут выпускаться только в Италии, Действительно, автомобили Альфа Ромео выпускались только в Италии, в то время как Фиат имел производства кроме Италии по всему миру — от польского Тыхы до мексиканского Толука-де-Лердо. В итоге, родстер на платформе Miata было решено выпускать компанией Mazda на своем заводе в Хиросиме. Продаваться этот автомобиль будет как Фиат, вместо предложенного изначально Альфа Ромео.
В 2015 году Фиат официально объявил о выпуске Fiat 124 Spider, основанного на платформе Mazda ND.
В 2016 году в Detroit News писалось, что «в партнерстве с Маздой был воскрешен классический Fiat 124 Spider, а Фиат не только приобрел ореол спортивного автомобиля итальянской марки, но и, вероятно, спас самый знаменитый маленький спортивный автомобиль последних 25 лет (Miata)». Там же говорилось о заметно возросшей стоимости разработки нового автомобиля.

## Ограниченные серии
С дебютом 124, Фиат продавал 124 Spider Anniversary, серию из 124 единиц, приуроченную к 50-летию оригинальной модели 124 Sport Spider. Доступная комплектация 124 Spider Lusso включает хромированные зеркала, красный шильдик 124 на решетке радиатора, специальный номерной шильдик, красный кузов и черный кожаный салон.

## Abarth 124 SpiderиAbarth 124 Spider Rally
В 2016 году на Женевском автосалоне Фиат показал версии Abarth и Abarth Rally, специальные раллийные версии автомобиля. На Abarth устанавливаются 1,4-литровые двигатели с MultiAir мощностью 170 л. с. (125 кВт) и крутящим моментом 250 Нм. Максимальная скорость составляет 232 км/ч и разгон до 100 км/ч занимает 6,8 секунды, все благодаря массе в 1 060 кг и его распределением между осями 50:50.
В дополнение к дорожной версии, был построен гоночный прототип Abarth, вдохновленный спортивными раллийными автомобилями Fiat 124 Abarth Rally из 1970-х годов. Он получил 1,8-литровый турбированный двигатель мощностью 300 л. с. (221 кВт) при 6500 оборотах в минуту.
- Abarth 124 Spider
- Вид сзади
- Abarth 124 Spider Rally

## Технические характеристики
На 124 Spider устанавливается 1,4-литровый рядный четырёхцилиндровый двигатель с системой изменения фаз газораспределения MultiAir и турбонаддувом, мощностью 140 л. с. (103 кВт) и крутящим моментом 240 Нм для европейской модели, и 160 л. с. (119 кВт) и 249 Нм для североамериканской модели.
Multiair это технология автоматического изменения фаз газораспределения с гидравлическим приводом, позволяющая управлять подачей воздуха непосредственно через впускные клапаны бензинового двигателя. Разработанная Fiat Powertrain Technologies, технология позволяет отказаться от дроссельной заслонки, используемой для регулирования потока воздуха, поступающего в цилиндры.
| Модель            | Тип двигателя                                        | Объём       | Мощность при об/мин       | Крутящий момент при об/мин | Выхлоп CO2 | Разгон до 100 км/ч | Максимальная скорость |
| ----------------- | ---------------------------------------------------- | ----------- | ------------------------- | -------------------------- | ---------- | ------------------ | --------------------- |
| 124 Spider        | рядный четырёхцилиндровый, бензиновый, турбированный | 1368 куб.см | 140 л. с. (103 кВт) @5000 | 240 Нм @2250               | 148 г/км   | 7,5 секунд         | 215 км/ч              |
| Abarth 124 Spider | рядный четырёхцилиндровый, бензиновый, турбированный | 1368 куб.см | 170 л. с. (125 кВт) @6250 | 250 Нм @2500               | 148 г/км   | 6,8 секунд         | 232 км/ч              |

### Североамериканские модели
| Модель            | Тип двигателя                                        | Объём       | Мощность при об/мин       | Крутящий момент при об/мин | Расход топлива                                 | Разгон до 100 км/ч |
| ----------------- | ---------------------------------------------------- | ----------- | ------------------------- | -------------------------- | ---------------------------------------------- | ------------------ |
| 124 Spider        | рядный четырёхцилиндровый, бензиновый, турбированный | 1368 куб.см | 160 л. с. (119 кВт) @5500 | 249 Нм @2500               | 7,8 л/100 км (механика) 8,1 л/100 км (автомат) | 6,8 секунд         |
| Abarth 124 Spider | рядный четырёхцилиндровый, бензиновый, турбированный | 1368 куб.см | 164 л. с. (122 кВт) @5500 | 249 Нм @5500 @2500         | -                                              | -                  |